# Sympistis knudsoni
Sympistis knudsoni là một loài bướm đêm thuộc họ Noctuidae. Nó được tìm thấy ở Texas.
Sải cánh dài khoảng 31 mm.